# Micarea lignaria
Micarea lignaria är en lavart som först beskrevs av Erik Acharius, och fick sitt nu gällande namn av Hedl. Micarea lignaria ingår i släktet Micarea och familjen Pilocarpaceae.  Arten är reproducerande i Sverige. Inga underarter finns listade i Catalogue of Life.